# أورفية

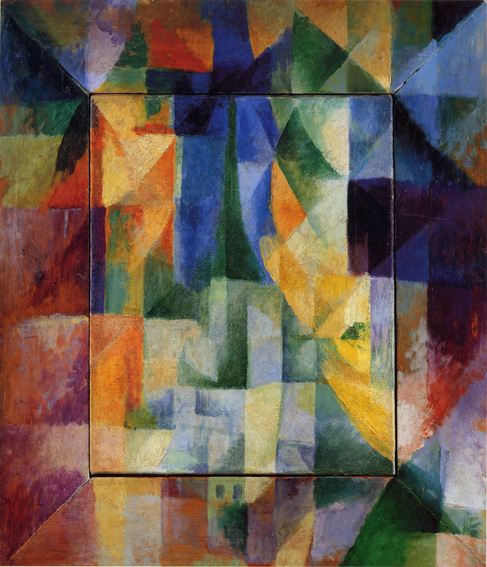
إحدى رسوم فن الأورفية للزوجين ديلوناي في متحف هامبورغ

أورفية (بالإنجليزية: Orphism) أو تكعيبية أورفية (بالإنجليزية: Orphic Cubism) وهو وصف مجازي أطلقهُ الشاعر غيوم أبولينير في سنة 1912 وهو نوع من التكعيبية يركز على التجريد الصافي والألوان المشعة وهي متأثرة بالحوشية من أبرز رواد هذه الحركة هُم فرانتز كوبكا وروبرت ديلوناي وسونيا ديلوناي والذي كان فنهم خلط الألوان وإنتاج شكل معين من خلال التكعيبية.